# 라울 페르난데스카바다
라울 페르난데스-카바다 마테오스(스페인어: Raúl Fernández-Cavada Mateos, 1988년 3월 13일, 바스크 주 빌바오 ~)는 스페인의 프로 축구 선수로, 현재 그라나다 CF에서 골키퍼로 활약하고 있다.

## 클럽 경력
페르난데스는 비스카이아 도 빌바오 출신으로, 10세에 아틀레틱 빌바오의 유명한 레사마 유소년부에 합류했다. 그는 세군다 디비시온 B의 2군 소속으로 성인 무대 신고식을 치렀지만, 이후 같은 리그의 콩켄세와 그라나다로 임대되었고, 후자의 구단 소속으로, 그는 주축으로 활약하여 20년 넘는 세월 만에 구단이 세군다 디비시온으로 복귀하도록 이바지했다.
페르난데스는 노장 아르만도 골키퍼가 은퇴하면서 2010-11 시즌에 아틀레틱의 1군으로 정식 승격되었다. 2011년 4월 23일, 장기간 주전으로 활약하던 고르카 이라이소스가 시즌 5호 경고로 출전하지 못하게 되면서, 그는 바스크 이웃 레알 소시에다드와의 안방 경기에서 라 리가 신고식을 치러 선전하여 2-1 승리에 일조했다.
2013년 7월 10일, 페르난데스는 2부 리그의 누만시아로 임대되었다. 이듬해 7월 18일, 그는 같은 리그의 라싱 산탄데르와 1년 계약을 맺고 이적했다.
페르난데스는 2015년 1월 22일에 칸타브리아 연고 구단과의 계약을 해지하고 몇 시간 후에 같은 리그의 바야돌리드와 계약했다. 6월 30일, 하비 바라스의 후보였던 그는 또다른 2부 리그 구단인 미란데스와 계약했다.
2016년 7월 1일, 처음이자 마지막 해에 49번의 공식 경기에 출전한 페르난데스는 자유 이적으로 풀려나 다른 2부 리그 구단인 레반테와 계약했다. 2018년 7월 23일, 그는 라스 팔마스와 3년 계약을 체결했다.
2019년 4월, 페르난데스는 카디스와의 경기에서 부상을 입었다. 본래 시즌 남은 경기에 손과 왼쪽 무릎 부상으로 출전하지 못할 예정이었으나, 2019-20 시즌에도 부상으로 출전하지 못했다. 부상 재활에 차질을 빚으면서, 그는 구단에 의해 계약이 일시 해지되었는데, 그는 2021년 1월까지 선수 명단에서 제외되기도 했으나, 나중에 번복되었다.